# Carlo Valcarenghi
Carlo Valcarenghi (Bozzolo, 7 maggio 1838 – Palermo, 7 giugno 1860) è stato un patriota italiano, partecipò alla Spedizione dei Mille di Garibaldi.

## Biografia
Era studente in medicina, quando nel 1860 fu tra I Mille di Garibaldi. Venne ferito nella battaglia di Calatafimi del 15 maggio 1860 e subì l'amputazione di una gamba, morendo d'infezione il 7 giugno 1860.